# Odile Caradec
Pour les articles homonymes, voir Caradec.
Odile Caradec est une poétesse née à Majunga le 15 février 1925 et morte le 22 septembre 2021 à Manenganiny,.

## Biographie
Odile Caradec a passé son enfance à Camaret dans le Finistère, en France, et a côtoyé le poète Saint-Pol-Roux,.
Documentaliste au lycée Camille-Guérin de Poitiers, elle a pratiqué la musique de chambre comme violoncelliste.
Elle aide à « désapprendre le monotone », elle écrit pour « éprouver notre verticalité » et pour produire des « livres de peu de bruit »,. Elle est sans doute plus connue en Allemagne qu'en France, où plusieurs recueils bilingues ont été publiés, traduits par Rüdiger Fischer, et illustrés par l'artiste française Claudine Goux.

## Publications

### Ouvrages
- Nef lune, Traces, 1969.
- Potirons sur le toit, Traces, 1972.
- L'Épitaphe évolutive d'un chauve, Fagne, 1972.
- À Vélo, immortels, éditions St Germain-des-Prés, 1974.
- Le Collant intégral, éditions St Germain-des-Prés, 1975.
- Le Tricorne d'eau douce, éd. Jean-Jacques Sergent, 1977
- Les Barbes transparentes, Le Dé bleu, 1981.
- Reprise des vides, édit. Le Verbe et l'Empreinte, 1981.
- La Nuit, velours côtelé, Le Nadir, 1988.
- Santal et clavier pourpre, éditions de L'Arbre à Paroles, 1994.
- L'Âge Phosphorescent, Fondamente, 1996.
- Citron rouge, Le Dé Bleu, 1996, prix Charles Vildrac de la SGDL, 1996.
- Jusqu'à la garde, gravures sur bois Alfred Pohl, chez Thomas Reche, Passau, 1997.
- Vaches, automobiles, violoncelles, avec 32 illustrations couleur, édit. bilingue français-allemand ; traduit par édit.en Forêt, Rimbach, Allemagne.
- Chant d'ostéoporose, éditinter, 2000
- Bretagne aux étoiles, La Porte, 2000.
- De création en crémation, éditions L’Amateur, 2001
- Silence, volubilis!, éditinter, 2002.
- Les Moines solaires, Éd. associatives Clapàs, 2002
- Cymbales lointaines, éditinter, 2003.
- Chats, dames, étincelles, bilingue français-allemand, illustrations Claudine Goux, éditions en Forêt, 2005[11].
- Masses tourbillonnantes[12], illustrations de Pierre de Chevilly[13], Éd. Océanes, 2007.
- En belle terre noire, bilingue français-allemand, illustrations Claudine Goux, éditions en Forêt, 2008[14].
- Le sang, cavalier rouge, Sac à mots éditions, 2010.
- Le ciel, le cœur, bilingue français-allemand, illustrations Claudine Goux, éditions en Forêt[15], 2011[16].
- République Terre - Republik Erde, bilingue français-allemand, illustrations Claudine Goux, Odile

Verlag, 2013.
- Tout un monde fluide, illustrations Pierre de Chevilly, Éd. Océanes, 2017.